# Zisterzienserinnenabtei Le Trésor

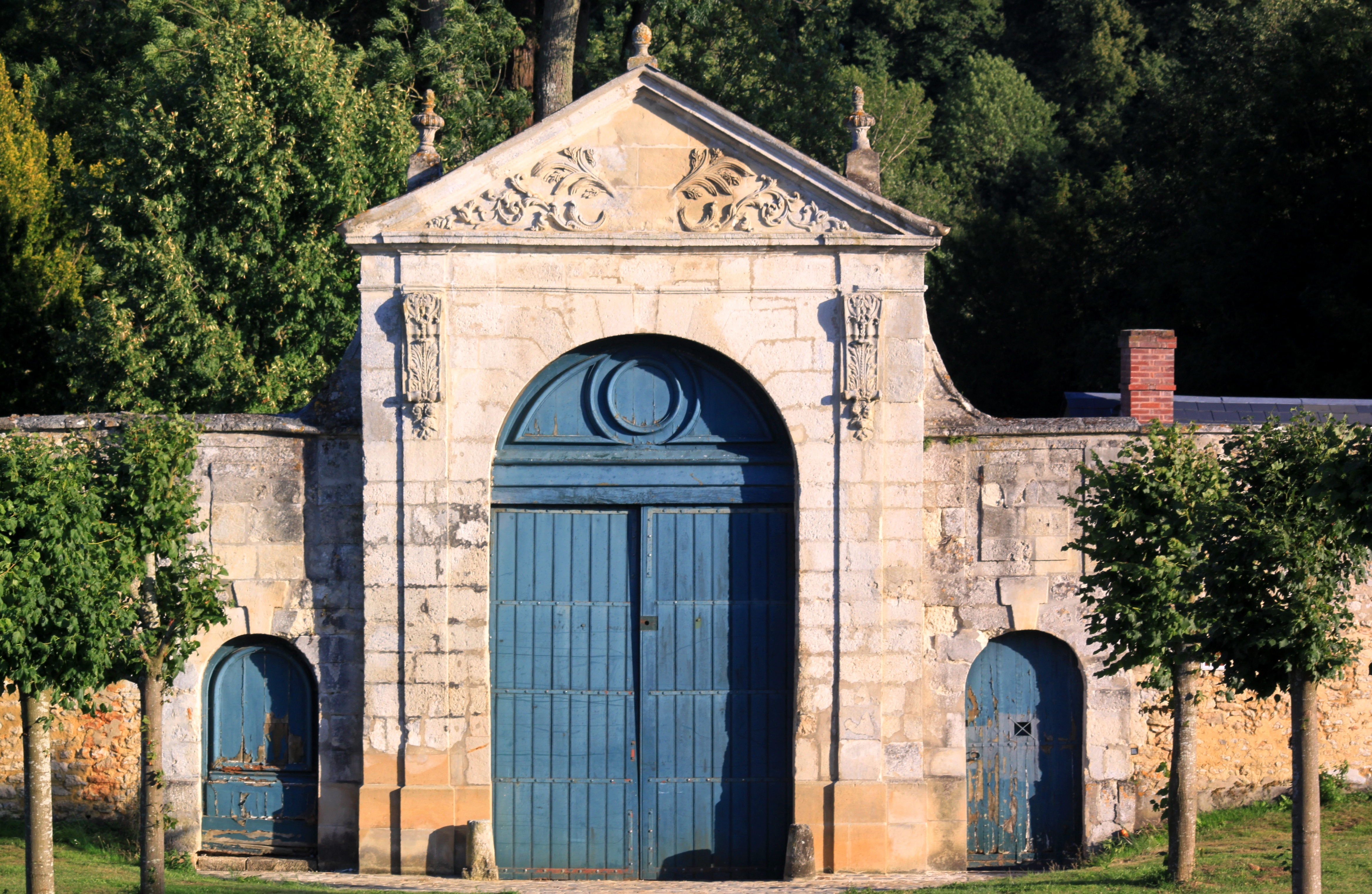
Zisterzienserinnenabtei Le Trésor

Die Zisterzienserinnenabtei Le Trésor war von 1228 bis 1790 ein Kloster der Zisterzienserinnen in Bus-Saint-Rémy im Département Eure in Frankreich.

## Geschichte
Am Fluss Epte, südwestlich Gisors, stifteten 1228 die Ortsherren das Nonnenkloster Notre-Dame-du-Trésor, das mit Schwestern aus Kloster Épagne besiedelt und 1237 in den Zisterzienserorden eingegliedert wurde (unterstellt Kloster Les Vaux-de-Cernay). Das Kloster erhielt weitere Stiftungen durch Blanka von Kastilien, die mit ihrem Sohn Ludwig dem Heiligen mehrfach dort weilte. 1250 waren die Bauten vollendet. Als es 1790 zur Auflösung durch die Französische Revolution kam, waren 21 Nonnen am Ort (maximale historische Belegung: 79). Aus den erhaltenen Gebäuderesten stechen das 60 Meter lange Nonnenhaus und das Portal (von 1735) heraus. Beachtenswert sind auch die Reste eines ausgedehnten hydraulischen Systems. Seit 1989 (1992) steht die Anlage (heute privater Wirtschaftsbetrieb) unter Denkmalschutz.